# Salvem el soldat Ryan
Salvem el soldat Ryan (títol original en anglès Saving Private Ryan) és una pel·lícula bèl·lica i èpica de 1998, dirigida per Steven Spielberg i escrita per Robert Rodat. Ambientada durant la invasió de Normandia, en el marc de la Segona Guerra Mundial, el llargmetratge destaca per la seva representació gràfica de la guerra, i per la intensitat dels primers 27 minuts de pel·lícula, que inclou la descripció de l'assalt a la platja Omaha durant el Desembarcament de Normandia. L'argument segueix les peripècies del capità dels Rangers John H. Miller (Tom Hanks) i el seu esquadró (Tom Sizemore, Edward Burns, Barry Pepper, Giovanni Ribisi, Vin Diesel, Adam Goldberg i Jeremy Davies) mentre busquen un paracaigudista, el soldat de primera classe James Francis Ryan (Matt Damon), qui és el darrer supervivent de quatre germans.
La pel·lícula va rebre crítiques molt positives, aconseguint aglutinar nombrosos premis tant per la pel·lícula, el repartiment i l'equip, a més de molts bons ingressos en taquilla. El llargmetratge va generar un total de $216,8 milions de dòlars només als Estats Units, convertint-la en la pel·lícula més taquillera de 1998 als Estats Units, i $481,8 milions de dòlars a tot el món, essent la segona més taquillera d'aquell any. A més, la pel·lícula va rebre 11 nominacions als premis Oscar, incloent el de millor pel·lícula; Spielberg va aconseguir el seu segon Oscar a millor director, i la producció es va endur encara quatre premis més. Saving Private Ryan va publicar-se en VHS el maig de 1999, recaptant encara $44 milions de dòlars en vendes.
El 2014 la pel·lícula va ser seleccionada per ser preservada al National Film Registry de la Biblioteca del Congrés dels Estats Units, essent catalogada com "culturalment, històricament o estèticament significant."

## Argument
Durant la Segona Guerra Mundial, després del desembarcament dels Aliats a Normandia, a un grup de soldats americans se li encomana una perillosa missió: posar fora de perill al soldat James Ryan (Matt Damon) i portar-ho a casa. No els serà fàcil, ja que l'única cosa que saben del soldat Ryan és que es va llançar amb el seu esquadró de paracaigudistes darrere de les línies enemigues.

## Idea original
La pel·lícula és inspirada per la verdadera història dels germans Niland, soldats americans durant la Segona Guerra mundial. Tot i això el guió de la pel·lícula és en gran part ficció.

## Repartiment
- Tom Hanks com el capità Miller
- Tom Sizemore com el sergent Horvath
- Edward Burns com el soldat Reiben
- Barry Pepper com el soldat Jackson
- Adam Goldberg com el soldat Mellish
- Vin Diesel com el soldat Caparzo
- Giovanni Ribisi com el metge T-4 Wade
- Jeremy Davies com el caporal Upham
- Matt Damon com el soldat Ryan
- Ted Danson com el capità Hamill
- Paul Giamatti com el sergent Hill
- Dennis Farina com el tinent coronel Anderson
- Joerg Stadler com el mariner Willie
- Max Martini com el caporal Henderson
- Nathan Fillion com Minnesota Ryan
- Leland Orser com el tinent DeWindt
- Ryan Hurst com el paracaigudista Mandelsohn
- Harve Presnell com el general Marshall
- Dale Dye com un coronel del departament de guerra
- Bryan Cranston com un coronel del departament de guerra
- Harrison Young com el soldat Ryan de vell
- Kathleen Byron com la muller de Ryan

## Premis i nominacions

### Premis
- 1999: Oscar al millor director per Steven Spielberg[4]
- 1999: Oscar a la millor fotografia per Janusz Kaminski
- 1999: Oscar al millor muntatge per Michael Kahn
- 1999: Oscar al millor so per Gary Rydstrom, Gary Summers, Andy Nelson, Ronald Judkins
- 1999: Oscar a la millor edició de so per Gary Rydstrom i Richard Hymns
- 1999: Globus d'Or a la millor pel·lícula dramàtica
- 1999: Globus d'Or al millor director per Steven Spielberg
- 1999: BAFTA al millor so per Gary Rydstrom, Ron Judkins, Gary Summers, Andy Nelson i Richard Hymns
- 1999: BAFTA als millors efectes visuals per Stefen Fangmeier, Roger Guyett i Neil Corbould
- 1999: Grammy a la millor composició instrumental escrita per pel·lícula o televisió per John Williams

### Nominacions
- 1999: Oscar a la millor pel·lícula
- 1999: Oscar al millor actor per Tom Hanks
- 1999: Oscar al millor guió original per Robert Rodat
- 1999: Oscar a la millor banda sonora per John Williams
- 1999: Oscar a la millor direcció artística per Thomas E. Sanders i Lisa Dean
- 1999: Oscar al millor maquillatge per Lois Burwell, Conor O'Sullivan i Daniel C. Striepeke
- 1999: Globus d'Or al millor actor dramàtic per Tom Hanks
- 1999: Globus d'Or al millor guió per Robert Rodat
- 1999: Globus d'Or a la millor banda sonora per John Williams
- 1999: BAFTA a la millor pel·lícula
- 1999: BAFTA al millor director per Steven Spielberg
- 1999: BAFTA al millor actor per Tom Hanks
- 1999: BAFTA a la millor fotografia per Janusz Kaminski
- 1999: BAFTA a la millor música per John Williams
- 1999: BAFTA al millor disseny de producció per Thomas E. Sanders
- 1999: BAFTA al millor muntatge per Michael Kahn
- 1999: BAFTA al millor maquillatge per Lois Burwell i Jeanette Freeman
- 1999: César a la millor pel·lícula estrangera

## Al voltant de la pel·lícula
- Primer dia de rodatge: 27 de juny de 1997.
- 2.000 armes (reals o fictícies) van ser fetes servir pel rodatge de l'escena del desembarcament.
- Un 90% dels plans van ser rodats amb Steadicam.
- Algunes associacions americanes religioses van voler tallar les primeres escenes de la pel·lícula perquè les jutjaven massa violentes.

## Realisme i errors de les escenes de la pel·lícula
Salvem el soldat Ryan ha rebut molt bones crítiques sobre el realisme de les escenes de combat. Alguns dels actors principals de la pel·lícula entre els quals Edward Burns, Barry Pepper, Vin Diesel, Giovanni Ribisi i Tom Hanks van seguir un entrenament militar de diversos dies, reproduint les condicions trobades pels soldats americans en la batalla de Normandia per preparar-se pels seus papers. La seqüència que reproduïa el desembarcament a Omaha Beach va ser escollida la millor escena de guerra de tots els temps per la revista anglesa Empire. Filmada a Irlanda (originalment Steven Spielberg desitjava filmar la major de les escenes exteriors a Normandia però hi va haver de renunciar per raons fiscals, només es va rodar a França la seqüència en el cementiri americà de Colleville-sur-Mer i l'escena va costar 11 milions de dòlars i va implicar més de 1.000 figurants que eren majoritàriament reservistes de l'exèrcit irlandès. Les barcasses de desembarcament incloïen 2 exemplars de la Segona Guerra mundial. De 20 a 30 persones amputades van ser figurants per interpretar els soldats greument ferits en el desembarcament. Es van fer servir càmeres submarines per mostrar els soldats, a l'aigua, afectats per les ràfegues alemanyes (s'estima que a Omaha més d'un quart de les pèrdues americanes va ser per ofegament).
Existeix no obstant això alguns errors sobre certes escenes. Algunes, segons Steven Spielberg, són voluntàries per reforçar l'aspecte dramàtic d'alguns moments de la pel·lícula, d'altres com per exemple els blindats alemanys ho són per raons tècniques.
- En l'escena del desembarcament, els obstacles en fusta sobre la platja no es van posar en el bon sentit. El tronc oblic hauria de ser orientat cap al mar i no cap a la platja. La seva funció era d'aixecar i esbudellar les barcasses.
- En l'escena que es desenvolupa sota la pluja al petit poble de Neuville-au-Plain hom pot veure pomes a terra, al costat d'una carreta tombada: és un error, ja que les pomes no es cullen el juny.
- En l'escena que es desenvolupa al poble de Ramelle: la presència d'un campanar després d'un atac alemany és molt improbable atès que totes les posicions elevades i, per tant, avantatjoses, eren sistemàticament destruïdes abans d'entrar en un poble. Jackson i Parker s'arrisquen molt prenent posició en aquest campanar, ja que destruir les posicions elevades (com les sitges de gra) és l'objectiu -no oficial- principal tant pels aliats com pels alemanys.
- En l'escena abans que el metge mori, es veu la tropa de soldats i se'n compten 8, mentre que en aquell moment, no n'hi hauria d'haver més que 7, ja que acaben de perdre un dels seus companys.
- El carro alemany Tigre I que es veu al poble de Ramelle ha estat muntat sobre un xassís de carro rus T-34. Aquest "arranjament" s'explica per la impossibilitat de disposar d'un autèntic Tigre I en situació de marxa. Tot i això, el "maquillatge" del carro rus és fet amb cura. Històricament parlant, posar els Tigre de cara a soldats americans a Normandia és un error. En el moment en què es desenvolupa l'acció de la pel·lícula, la primera unitat equipada amb Tigre present a Normandia, el 101è batalló SS de carros pesants, combat de cara als britànics al voltant de Villers-Bocage. Els carros de la pel·lícula porten l'emblema d'aquesta unitat.
- La 2a divisió SS Das Reich apareix a la pel·lícula en la batalla de Ramelle. Aquesta divisió no va anar a Normandia fins a finals de juny. Certament enfrontant-se a les tropes americanes, però després de l'acció de la pel·lícula. Hauria estat més apropiat fer aparèixer la 17a divisió SS "Götz von Berlichingen" per exemple.
- Els ponts del riu Merderet no eren un objectiu de la 101a divisió aerotransportada sinó de la 82a.[7]
- L'edat dels soldats alemanys a la pel·lícula no correspon al de la 12a Panzerdivision SS Hitlerjugend (20.000 homes) que estaven estacionats prop de les platges del desembarcament: l'edat mitjana d'aquestes tropes era de 18 anys.

## Crítiques
Spielberg ha estat criticat per al fet d'haver escollit una història marcant únicament l'heroisme dels americans, mentre que de fet diversos altres països van tenir més baixes. També ha estat criticat per a una certa idealització dels oficials que apareixen a la pel·lícula.